# Selik Gulam Muztag
Der Selik Gulam Muztag (früher auch Kashitashi) ist ein Berg der Kunlun-Bergkette im autonomen Gebiet Xinjiang.
Der 6691 m hohe Selik Gulam Muztag liegt im westlichen Abschnitt des Kunlun am Südrand des Tarimbeckens. Der Berg befindet sich in einer vergletscherten Bergkette, die in West-Ost-Richtung verläuft. Der Fluss Lush, ein rechter Nebenfluss des Keriya, hat sein Quellgebiet auf der Nordseite des Gebirgszugs. Die Südseite wird von einem anderen rechten Nebenfluss des Keriya entwässert.
Der Selik Gulam Muztag befindet sich 68,75 km nordnordwestlich vom Qong Muztagh Ost.

## Westgipfel
Der Westgipfel (⊙) des Selik Gulam Muztag befindet sich etwa 500 m westsüdwestlich vom Hauptgipfel und besitzt eine Höhe von 6650 m.

## Besteigungsgeschichte
Einer vierköpfigen japanischen Expedition unter der Führung von Hiroshi Onishi gelang am 12. August 2001 die Erstbesteigung des Selik Gulam Muztag über den Nordgrat.